# پیتر لوری (آهنگساز)
پیتر لوری (انگلیسی: Peter Lurye؛ زادهٔ ۱۹۵۷) آهنگساز، موسیقی‌دان و ترانه‌سرا اهل ایالات متحده آمریکا است.
از فیلم‌هایی که وی در آن‌ها نقش داشته‌است، می‌توان به یک بازی کوچک، اتوبوس مدرسه جادویی، زندگی جدید کرانک و دورا، دختر جهانگرد اشاره نمود.